# Gaetano Curtis
Gaetano Luca Ernesto Curtis (Cervaro, 30 luglio 1866 – Alatri, 7 luglio 1944) è stato un magistrato e scrittore italiano.

## Biografia
Dopo essersi formato presso il seminario di Venafro, si trasferì a Napoli. Nell'ateneo partenopeo si laureò in giurisprudenza il 13 luglio 1891.
Superato il concorso per uditore giudiziario nel 1894, e svolto il tirocinio presso il Tribunale di Cassino, due anni più tardi venne nominato vice pretore reggente di Cropalati, in provincia di Cosenza, dove contrasse la malaria, i cui postumi si ripercossero sul suo stato di salute. Passato da uditore ad aggiunto, venne destinato prima al tribunale di Taranto e poi a quello di Napoli, dove nel 1899 ricevette la nomina di pretore.
Ottemperò alla sua nuova qualifica per un breve periodo a Bomba, prima di essere trasferito nella pretura del mandamento di Chiusdino, in provincia di Siena, e da qui a quella di Orbetello, ove restò fino a tutto il 1907: ottenuta la qualifica di sostituto procuratore del Re venne, infatti, destinato alla sede di Larino e poi a quella di Viterbo. Qui rimase per quasi un decennio e qui, per il lavoro svolto, ricevette nel 1917 l'onorificenza di cavaliere dell'Ordine della Corona d'Italia.
Il Consiglio superiore della magistratura lo nominò procuratore del re, destinandolo a Reggio Calabria, dove per motivi di salute non andò mai, mentre successivamente operò nelle procure di Pistoia, di Isernia e, in seguito alla riforma della pubblica amministrazione voluta dal fascismo, che soppresse numerosi organi e uffici anche giudiziari, di Cassino: resse quest'ultima procura dal 1923 al 1932, quando venne collocato a riposo.
Nei suoi scritti si è interessato, principalmente, di temi relativi alla giustizia. In particolare, dalla riflessione svolta ne La riforma giudiziaria, pubblicata nel 1914 (e ristampata nel 1933), che costituì la base per un disegno di legge presentato dal ministro Luigi Dari, emerge la visione di un giudice "tipo" (il quale avrebbe dovuto affiancare ai requisiti tecnico-professionali, dati dall'intelligenza e dalla conoscenza del diritto, la profonda esperienza dell'uomo, delle sue attività, la fierezza di carattere e un'alta dirittura morale) e la presa di posizione sia contro l'istituto del "giudice unico", sia contro la cosiddetta "separazione delle carriere".

## Scritti principali
- La riforma giudiziaria nell'interesse della giustizia, Tip. Agnesotti, Viterbo 1914.
- La Circoscrizione giudiziaria e amministrativa di Cassino e del suo territorio, Tip. San Benedetto, Cassino 1933.
- Il cambio della guardia nel Tribunale di Cassino. Note storico-geografiche, Tip. San Benedetto, Cassino 1934.
- Cervaro e le sue condizioni tipiche di comune meridionale, Tip. Malatesta, Cassino 1936.